# Xã Barrie, Quận Richland, Bắc Dakota
Xã Barrie (tiếng Anh: Barrie Township) là một xã thuộc quận Richland, tiểu bang Bắc Dakota, Hoa Kỳ. Năm 2010, dân số của xã này là 191 người.